# SA Tennis Open
SA Tennis Open — професійний щорічний тенісний турнір, який проводився в лютому в Йоганнесбурзі, ПАР у 2009-2011 роках. Започаткування турніру було поверненням туру ATP до ПАР, оскільки South African Open припинив своє існування.

## Фінали

### Одиночний розряд
| Рік  | Чемпіон           | Фіналіст         | Рахунок       |
| ---- | ----------------- | ---------------- | ------------- |
| 2009 | Жо-Вілфрід Тсонга | Жеремі Шарді     | 6–4, 7–6(7–5) |
| 2010 | Фелісіано Лопес   | Стефан Робер     | 7–5, 6–1      |
| 2011 | Кевін Андерсон    | Сомдев Девварман | 4–6, 6–3, 6–2 |

### Парний розряд
| Рік  | Чемпіони                           | Фіналісти              | Рахунок                |
| ---- | ---------------------------------- | ---------------------- | ---------------------- |
| 2009 | Джеймс Серретані Дік Норман        | Рік де Вуст Ешлі Фішер | 6–7(7–9), 6–2, [14–12] |
| 2010 | Роган Бопанна Айсам-уль-Хак Куреші | Кароль Бек Харел Леві  | 6–2, 3–6, [10–5]       |
| 2011 | Джеймс Серретані Аділ Шамасдін     | Скотт Ліпскі Ражів Рам | 6–3, 3–6, [10–7]       |